# Miloslava Rezková
Miloslava Hübnerová-Rezková, češka atletinja, * 22. julij 1950, Praga, † 19. oktober 2014.
Nastopila je na poletnih olimpijskih igrah v letih 1968 in 1972 v skoku v višino. Leta 1968 je dosegla uspeh kariere z osvojitvijo naslova olimpijske prvakinje, leta 1972 pa je zasedla petnajsto mesto. Leta 1969 je v isti disciplini dosegla še naslov evropske prvakinje.